# حياة الجميع مهمة

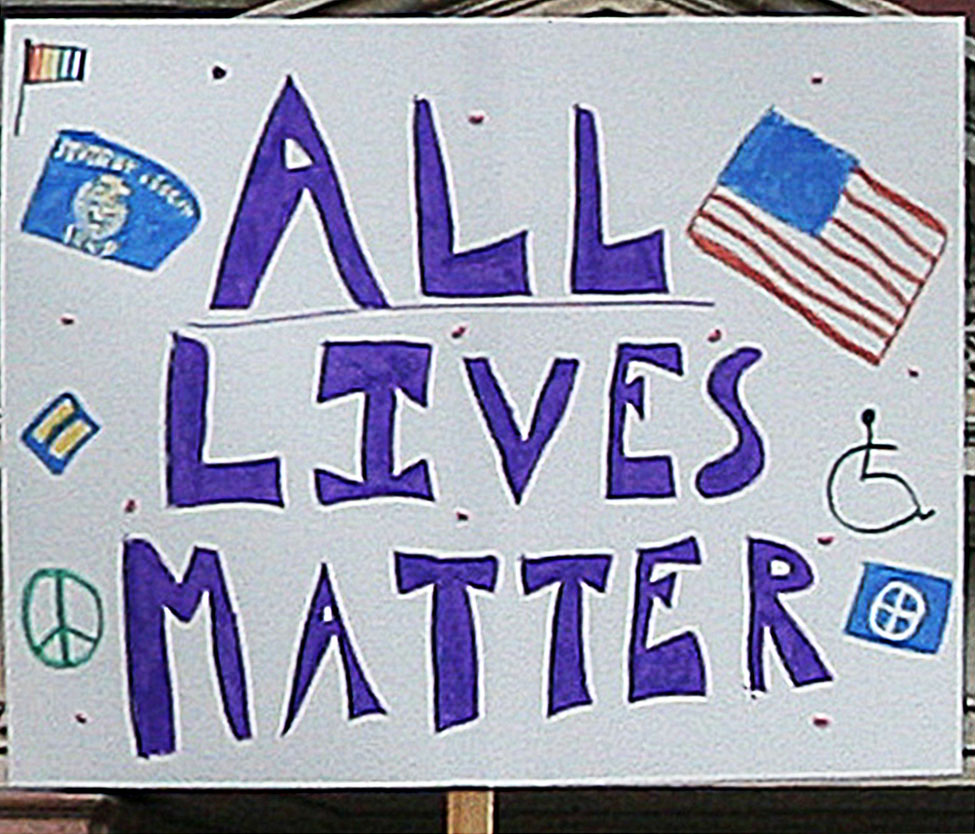
لافتة "All Lives Matter" في تجمع حاشد في بورتلاند ، أوريغون ، 4 يونيو ، 2017

AllLivesMatter) All Lives Matter#) وبالعربية «حياة الجميع مهمة» هو شعار جاء مرتبطًا بنقد  حركة Black Lives Matter.

## أنصارها
دعم العديد من الأفراد البارزين حياة الجميع مهمة من بين أنصارها السناتور تيم سكوت. ودعم لاعب كرة القدم الأمريكي ريتشارد شيرمان رسالة حياة الجميع مهمة ، قائلاً «أقف بجانب ما قلته عن أن حياة الجميع مهمة وأننا بشر.»  في يونيو 2015، واجهت المرشحة الرئاسية الديمقراطية هيلاري كلينتون رد فعل عنيفٍ بعد استخدام عبارة «حياة االجميع مهمة» في كنيسة أميركية-أفريقية في ميسوري خلال حملتها الرئاسية. تعرض مغني الراب الأمريكي المثير للجدل XXXTentacion لانتقادات عندما دعم الحركة في الفيديو الموسيقي لأغنيته الناجحة "Look At Me!" . حيث يصوره الفيديو  – رجل أسود –  يشنق طفلاً أبيض. بعد العديد من الانتقادات، قال إن الهدف من إظهار ذلك هو أنه «لا يمكنك تبرير حقيقة أنني قتلت طفلاً. [. . . ] أحاول أن أبين أن القتل هو قتل». بطريقة مشابهة لأغنيته "Riot" التي انتقدت العديد من المشاغبين المرتبطين بحركة حياة السود مهمة.
كان الجمهوريون بشكل عام من أشد المؤيدين لـ All Lives Matter وعكس ذلك كانوا من أشد المنتقدين لحركة Black Lives Matter. وجادل السيناتور راند بول بأن Black Lives Matter ركزت على الأهداف الخاطئة وصرح، «أعتقد أنه يجب عليهم تغيير اسمهم ربما - إذا كانوا جميعًا All Lives Matter أو Innocent Lives Matter». ذكر الرئيس دونالد ترامب أن مصطلح «حياة سوداء» هو مصطلح مثير للانقسام وأن هذا التعبير عنصري بطبيعته.
وفقًا لاستطلاع للرأي أجري في أغسطس 2015، 78٪ من الناخبين الأمريكيين المحتملين أقروا بأن بيان All Lives Matter كان «الأقرب من وجهة نظرهم» أكثر من Black Lives Matter. و11٪ فقط قالوا أن بيان Black Lives Matter كان الأقرب. أما 9% لم يعكس أي من البيانين وجهة نظرهم الخاصة.

## انتقادات

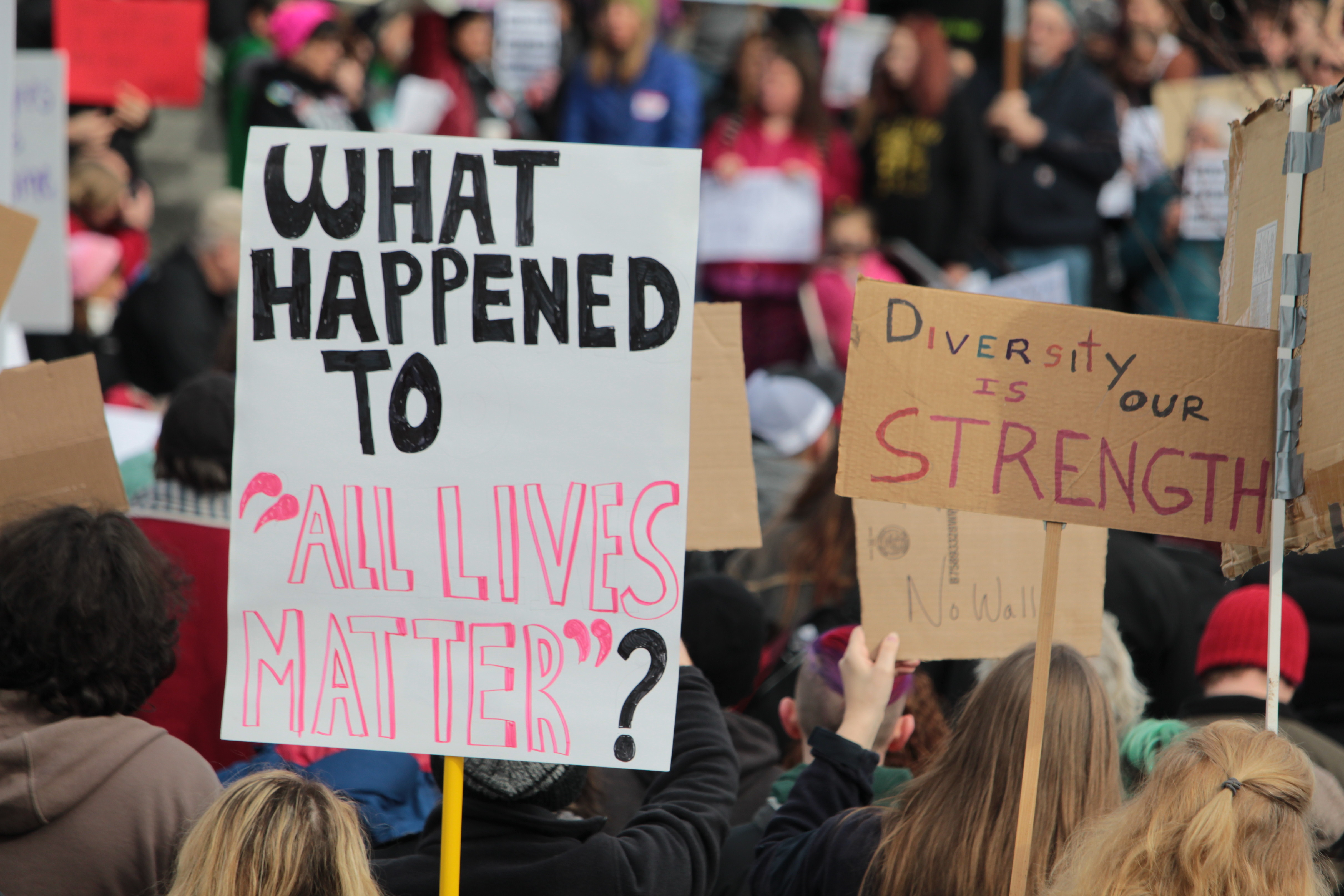
"ما الذي حدث لـ" كل الأرواح مهمة؟ "، لافتة في احتجاج ضد دونالد ترامب

وبحسب البروفيسور ديفيد ثيو غولدبرغ، فإن "All Lives Matter" تعكس وجهة نظر "الفصل العرقي والتجاهل والإنكار". في البرنامج الحواري Real Time with بيل مار ، أعرب بيل ماهر عن دعمه لاستخدام عبارة "حياة السود مهمة"، مشيرًا إلى أن "حياة الجميع مهمة" تعني أن جميع الأرواح معرضة للخطر بنفس القدر، ولكنهم في الحقيقة ليسوا كذلك ". رد مؤسسو حركة Black Lives Matter عن الانتقادات قائلين، "#BlackLivesMatter لا تعني أن حياتك ليست مهمة - هذا يعني أن حياة السود، التي تُرى بدون قيمة داخل التفوق الأبيض، مهمة بالنسبة تحريركم ".
في مقابلة بالفيديو مع لورا فلاندرز، قالت أليشيا غارزا، مؤسسة حركة Black Lives Matter ، «إن تغيير حياة السود مهمة إلى حياة الجميع مهمة هو دليل على كيفية عدم فهمنا للعنصرية الهيكلية في هذا البلد». ومضت قائلة إن حياة الآخرين أكثر قيمة من حياة السود، وأن إخراج السواد من هذه المعادلة غير مناسب.

تحدث الرئيس باراك أوباما إلى النقاش بين حياة السود مهمة وحياة الجميع مهمة. قال أوباما: "أعتقد أن السبب وراء استخدام المنظمين عبارة " حياة السود مهمة " ليس لأنهم يقترحون أن حياة أي شخص آخر ليست بالمهمة... بل ما يقترحونه هو أن هناك مشكلة محددة تحدث في المجتمع الأمريكي-الإفريقي لا تحدث في مجتمعات أخرى ". وقال أيضا "هذه مسألة مشروعة علينا معالجتها".
 في يوليو 2016، استنتجت USA Today من أفكار أستاذة علم الاجتماع بجامعة كولومبيا كارلا شيد، أن عبارة "All Lives Matter" يمكن تفسيرها على أنها عنصرية ". كما استشهدت بالأستاذ جو فيجين، الذي قال إن الأشخاص البيض يستخدمون عبارة "All Lives Matter" لتجاهل حركة "Black Lives Matter"، التي وصفها بأنها "متعلقة بالفعل بالحرية والعدالة للجميع". وذكرت صحيفة يو إس إيه توداي أن بعض المشاهير الذين غردوا باستخدام الهاشتاج #AllLivesMatter ، بما في ذلك جينيفر لوبيز وFetty Wap ، قد حذفوا التغريدات واعتذروا. وذكر Wap أنه لم يفهم الهاشتاغ. كما أشار أيضًا رسام الكاريكاتير كريس ستراوب، الذي غرد بكرتون تحت عنوان "جميع المنازل مهمة"، يظهر حريقًا منزليًا، لتوضيح ما اعتبره مشكلة في المصطلح.

## حادث كتابات الفيسبوك
في 24 فبراير 2016، أرسل مارك زوكربيرج، الرئيس التنفيذي لشركة فيسبوك، مذكرة داخلية على مستوى الشركة إلى الموظفين توبيخًا رسميًا للموظفين الذين شطبوا عبارات "Black Lives Matter" المكتوبة بخط اليد على جدران الشركة وكتبوا بدلاً من ذلك " All Lives Matter". للإشارة يسمح فيسبوك للموظفين بكتابة الأفكار والعبارات بحرية على جدران الشركة. تم تسريب المذكرة بعد ذلك من قبل العديد من الموظفين. كما كان زوكربيرج قد أدان هذه الممارسة سابقًا في اجتماعات الشركة، وصدرت طلبات أخرى مماثلة من قادة آخرين في فيسبوك، كتب زوكربيرج في المذكرة أنه سيعتبر الآن أن هذه الكتابة ليست فقط غير محترمة، ولكن «ضارة أيضًا». ووفقًا لمذكرة زوكربيرج، «لا يعني حياة السود مهمة لا تعني أن حياة الآخرى ن ليست كذلك - إنها تطلب ببساطة أن يحقق المجتمع الأسود أيضًا العدالة التي يستحقونها». وقالت المذكرة أيضا أن فعل شطب شيء ما في حد ذاته «يعني وقف الخطاب، أو أن خطاب شخص ما هو أكثر أهمية من خطاب شخص آخر».